# カール・ショルン

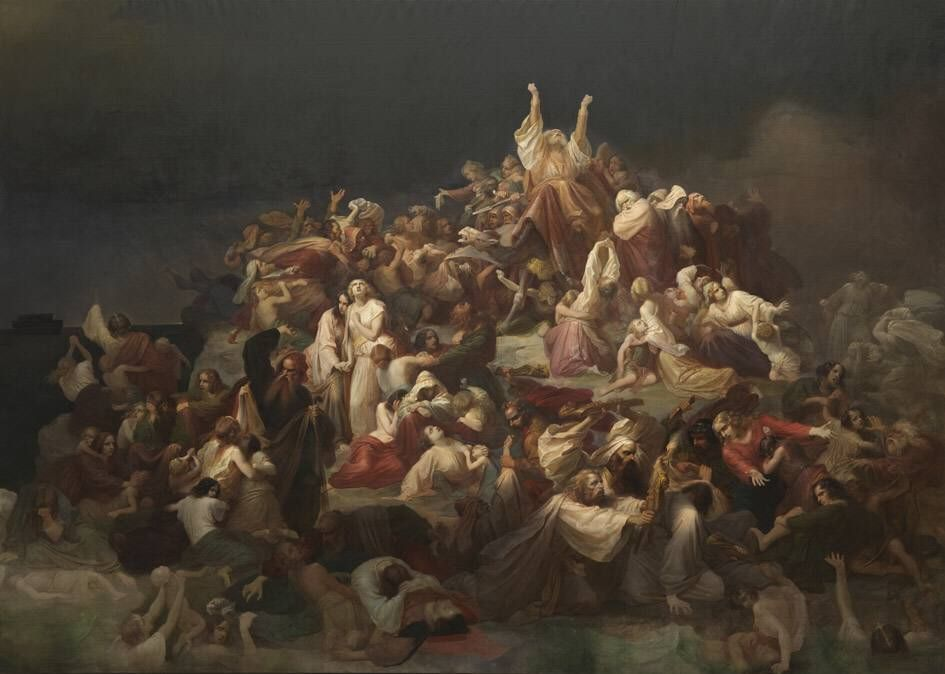
洪水伝説(創世記)、(1850)、Bayerische Staatsgemäldesammlungen蔵

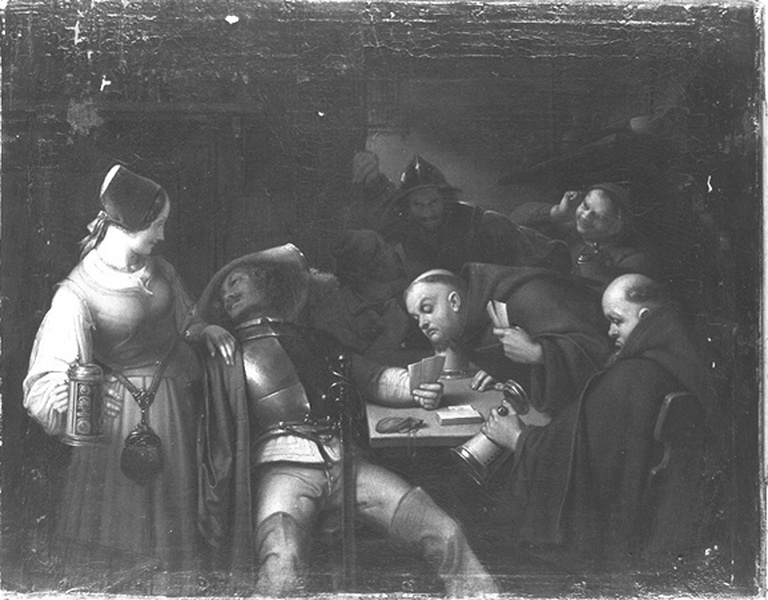
カール・ショルン作、トランプで遊ぶ人 (1837)

カール・ショルン（Karl Lambert Schorn、1800年10月16日 - 1850年10月7日）は、ドイツの画家である。歴史画を描き、ベルリンやミュンヘンで働いた。チェスの名手としても知られていた。

## 略歴
デュッセルドルフで生まれた。叔父に美術史家で、ミュンヘン大学やミュンヘン美術院の教授を務めたルートヴィヒ・フォン・ショルン（Ludwig von Schorn:  1793-1842）がいる。
デュッセルドルフ美術アカデミーで学んだ後、1824年から1827年の間はパリに出て、アントワーヌ＝ジャン・グロやドミニク・アングルのもとで学んだ。その後ミュンヘンに移り、ペーター・フォン・コルネリウスに学び、ハインリヒ・マリア・フォン・ヘスに学んだ。
1832年にベルリンに移り、歴史画を描いた。1830年代後半のベルリンでチェスの名手として知られるようになり、ショルンらの7人のチェスの名人は「ベルリンの七星（Berliner Siebengestirn）や「ベルリンのプレアデス」と呼ばれた。
イタリアに修行にでて1841年11月までローマに滞在した後、ミュンヘン呼ばれ、バイエルン王ルートヴィヒ1世の注文で歴史画を描き、1847年にはミュンヘン美術院の教授に任じられた。
後にミュンヘン美術院の教授となる、カール・フォン・ピロティ（1826-1886)の姉と結婚し、義理の弟となったカール・フォン・ピロティとフェルディナント・ピロティ2世（Ferdinand Piloty der Jüngere: 1828-1895)に影響を与えたとされる。
1850年にミュンヘンで亡くなった。